# Vernie
Vernie est une commune française, située dans le département de la Sarthe en région Pays de la Loire, peuplée de 339 habitants.
La commune fait partie de la province historique du Maine, et se situe dans la Champagne mancelle.

## Géographie
| Pezé-le-Robert | Ségrie       | Ségrie                 |
| Crissé         | Vernie       | Assé-le-Riboul         |
| Neuvillalais   | Neuvillalais | Mézières-sous-Lavardin |

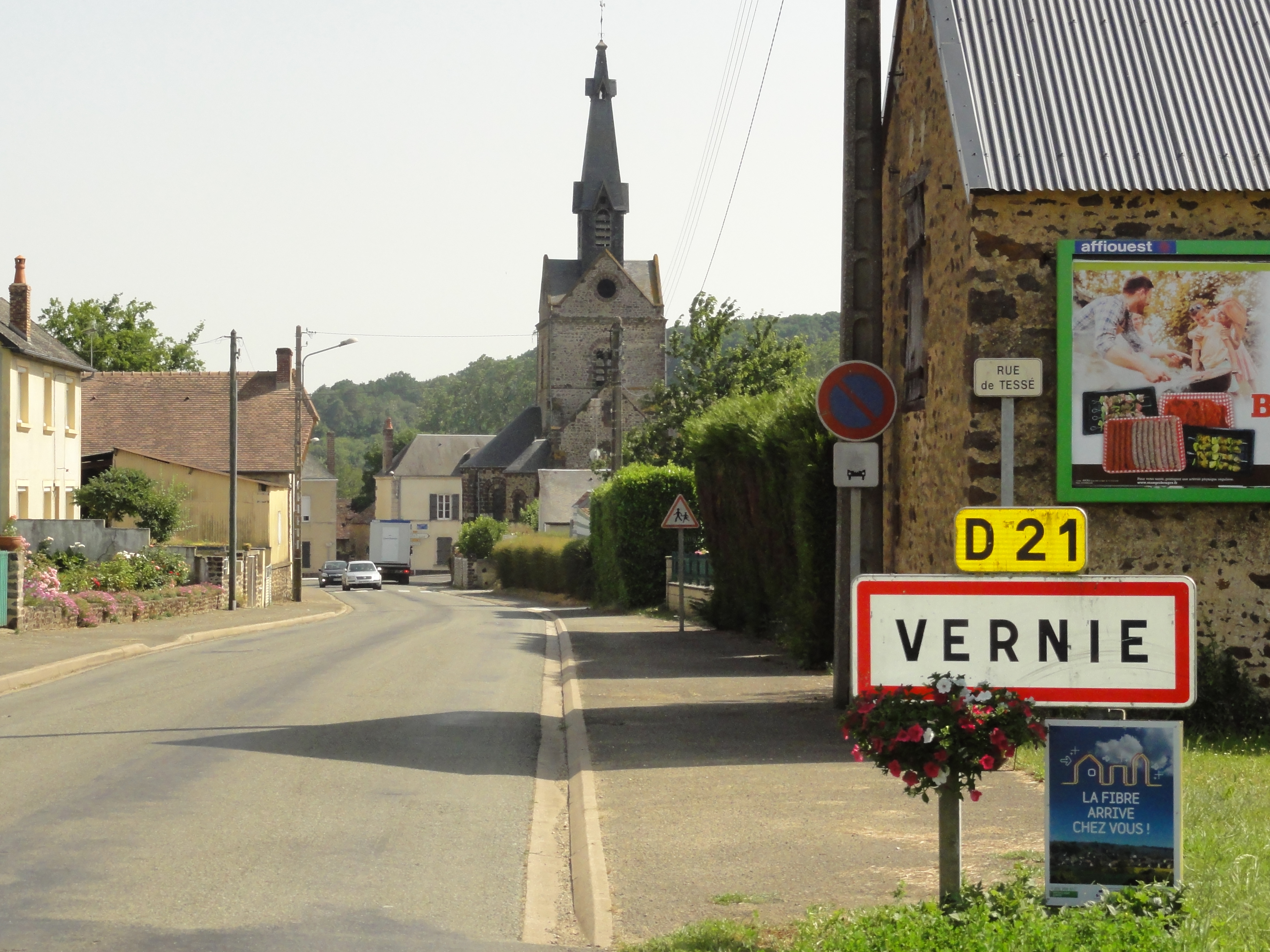
Entrée du bourg.
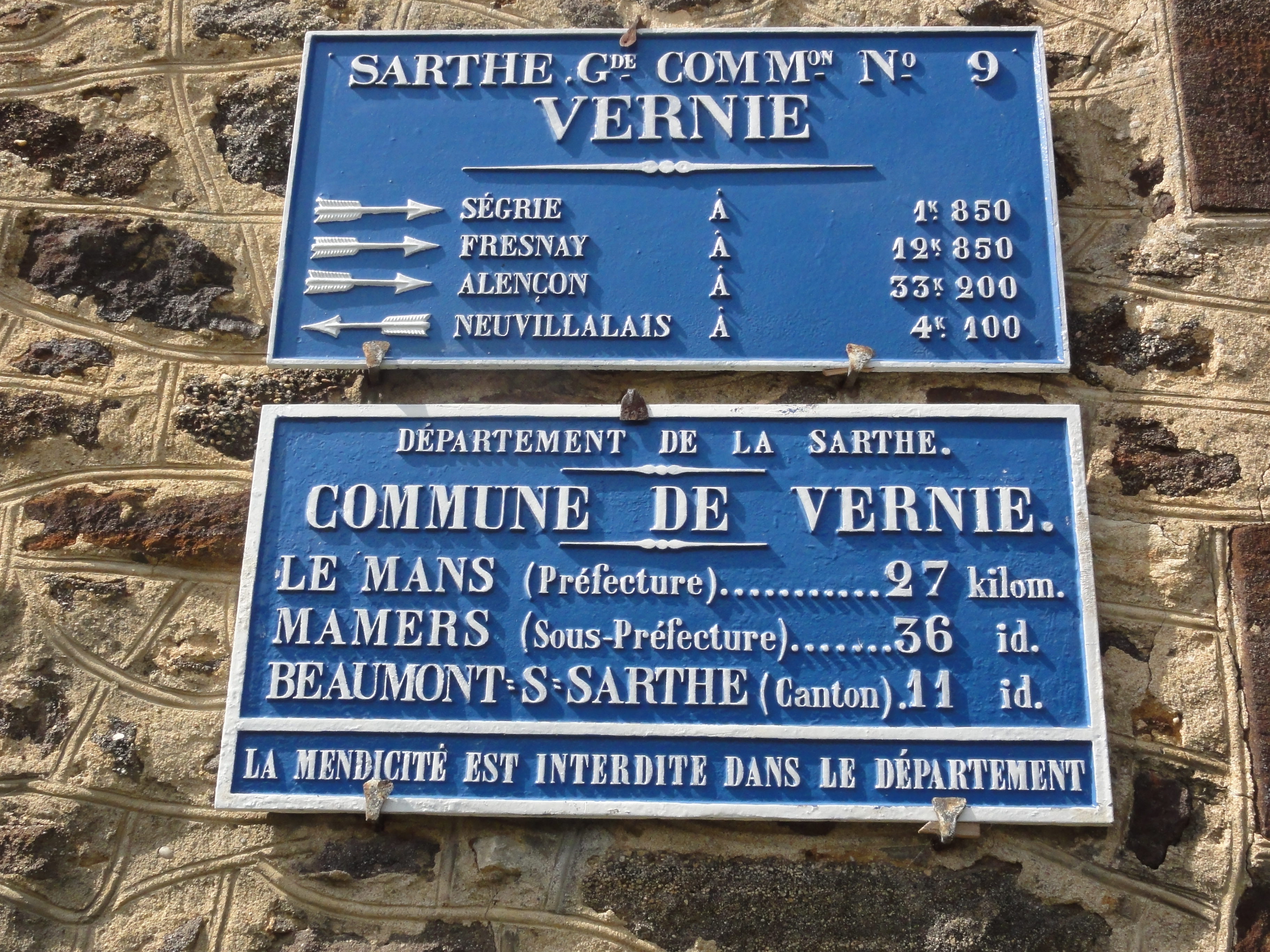
Plaques de cocher.
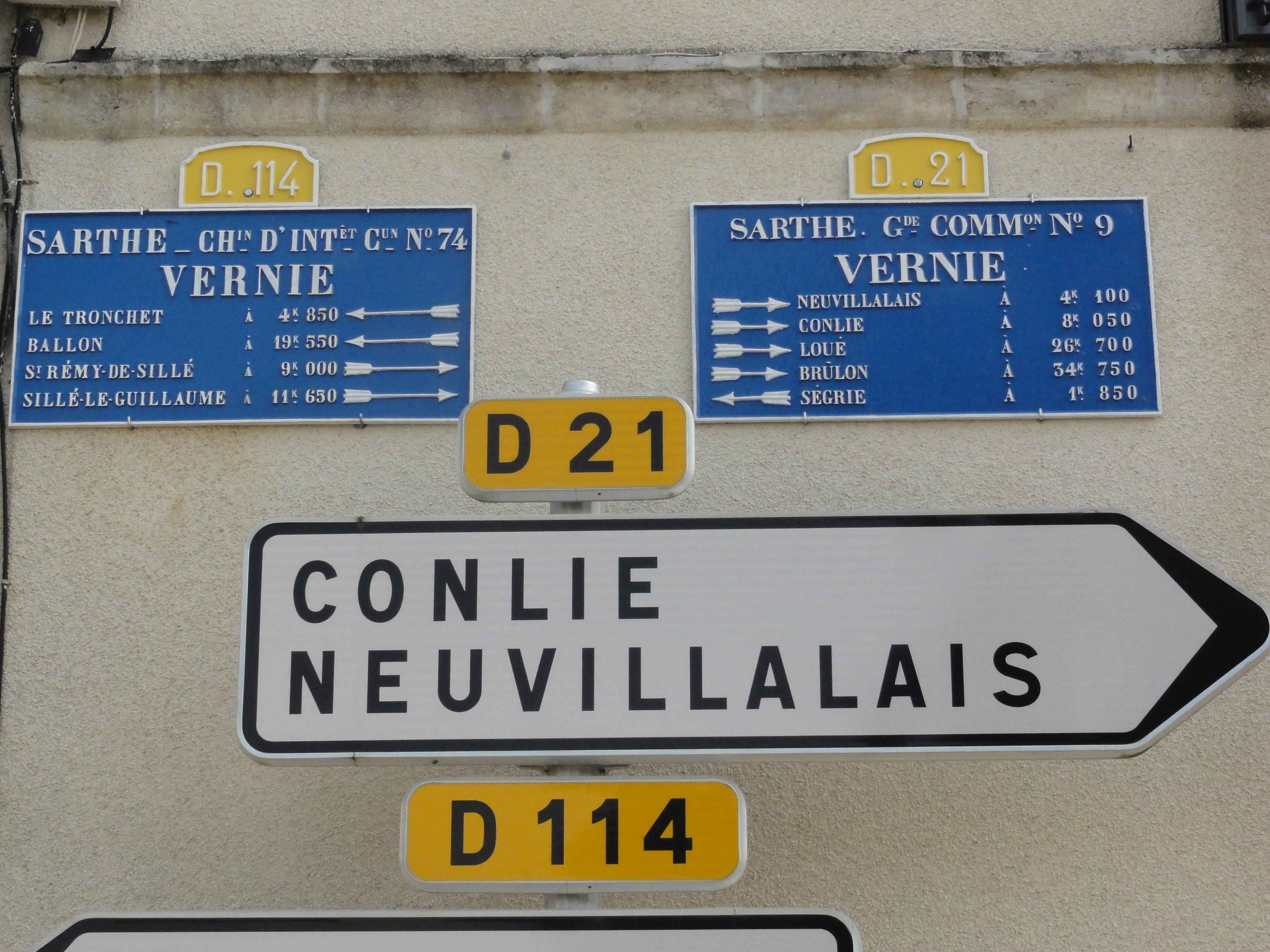
Plaques de cocher et de route.
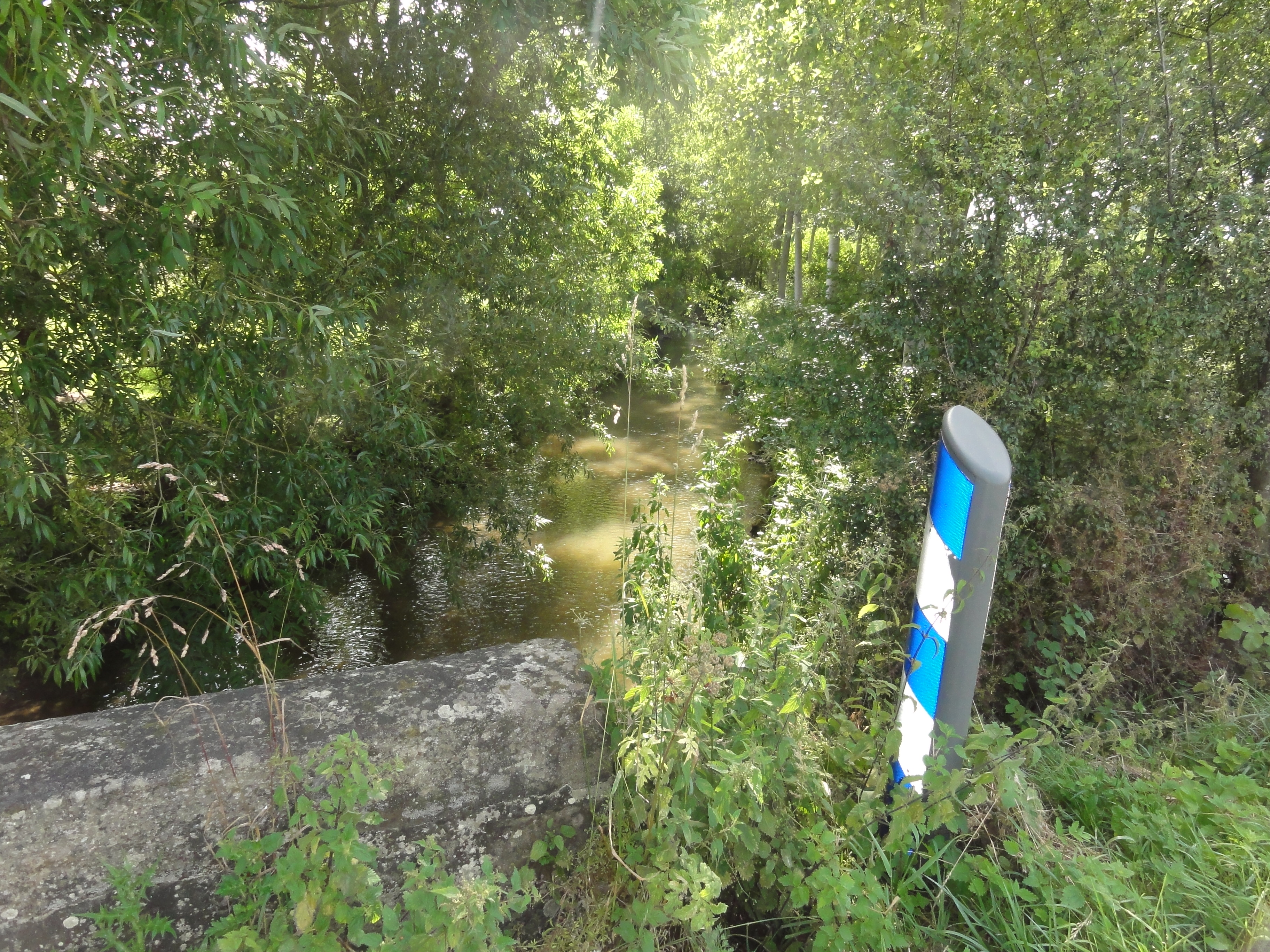
Cours d'eau la Longuève.

### Climat
Pour des articles plus généraux, voir Climat des Pays de la Loire et Climat de la Sarthe.
En 2010, le climat de la commune est de type climat océanique dégradé des plaines du Centre et du Nord, selon une étude du CNRS s'appuyant sur une série de données couvrant la période 1971-2000. En 2020, Météo-France publie une typologie des climats de la France métropolitaine dans laquelle la commune est dans une zone de transition entre le climat océanique et le climat océanique altéré et est dans la région climatique  Moyenne vallée de la Loire, caractérisée par une bonne insolation (1 850 h/an) et un été peu pluvieux. 
Pour la période 1971-2000, la température annuelle moyenne est de 11 °C, avec une amplitude thermique annuelle de 13,8 °C. Le cumul annuel moyen de précipitations est de 723 mm, avec 12,2 jours de précipitations en janvier et 7,2 jours en juillet. Pour la période 1991-2020, la température moyenne annuelle observée sur la station météorologique de Météo-France la plus proche, « Saint Germain_sapc », sur la commune de Fresnay-sur-Sarthe à 11 km à vol d'oiseau, est de 11,9 °C et le cumul annuel moyen de précipitations est de 695,6 mm,. Pour l'avenir, les paramètres climatiques de la commune estimés pour 2050 selon différents scénarios d'émission de gaz à effet de serre sont consultables sur un site dédié publié par Météo-France en novembre 2022.

## Urbanisme

### Typologie
Au 1er janvier 2024, Vernie est catégorisée commune rurale à habitat dispersé, selon la nouvelle grille communale de densité à sept niveaux définie par l'Insee en 2022.
Elle est située hors unité urbaine. Par ailleurs la commune fait partie de l'aire d'attraction du Mans, dont elle est une commune de la couronne,. Cette aire, qui regroupe 144 communes, est catégorisée dans les aires de 200 000 à moins de 700 000 habitants,.

### Occupation des sols
L'occupation des sols de la commune, telle qu'elle ressort de la base de données européenne d’occupation biophysique des sols Corine Land Cover (CLC), est marquée par l'importance des territoires agricoles (85,9 % en 2018), une proportion sensiblement équivalente à celle de 1990 (86,6 %). La répartition détaillée en 2018 est la suivante : 
terres arables (48,9 %), prairies (24,2 %), zones agricoles hétérogènes (12,8 %), forêts (10,6 %), zones urbanisées (3,4 %). L'évolution de l’occupation des sols de la commune et de ses infrastructures peut être observée sur les différentes représentations cartographiques du territoire : la carte de Cassini (XVIIIe siècle), la carte d'état-major (1820-1866) et les cartes ou photos aériennes de l'IGN pour la période actuelle (1950 à aujourd'hui).

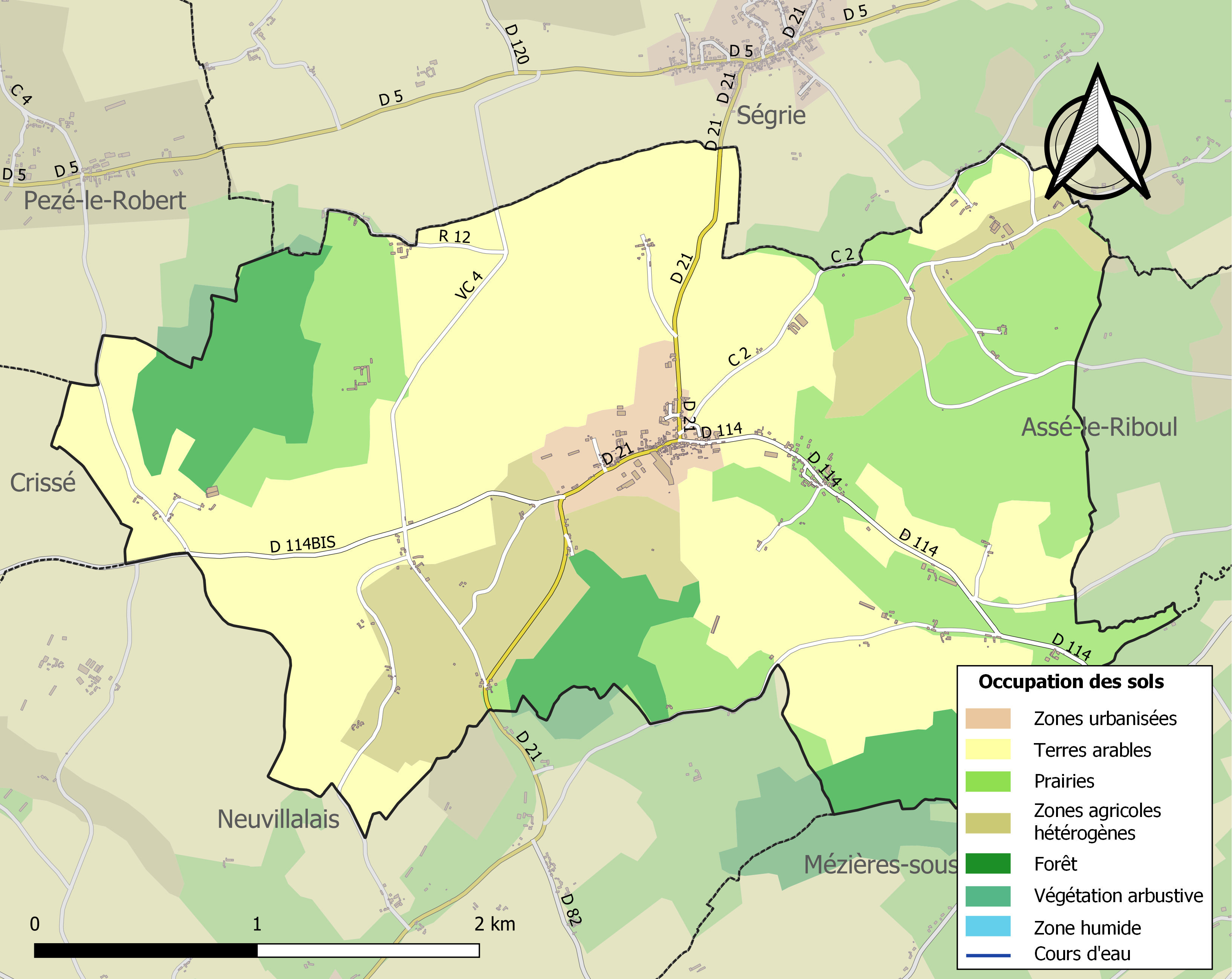
Carte des infrastructures et de l'occupation des sols de la commune en 2018 (CLC).

## Toponymie
Le nom de la localité est attesté sous les formes rem quae dicitur Vernigo en 732, de Verneia en 1067 et 1081, de Vernia et de Verneia  vers 1100 et Vernie en 1314. Le toponyme est issu de l'ancien français verne, « aulne », issu lui-même du gaulois *verno.
Le gentilé est Vernissois.

## Histoire
Les seigneuries de Vernie la Motte et Vernie le Moutier sont réunies en 1510 par Charles Perrot. À la mort de son fils, Christophe Perrot, en 1565, Jean de la Ferrière en hérite. À la mort de ce dernier en 1590, la famille de Froulay hérite à son tour de la baronnie de Vernie. Les barons de Vernie et d'Ambrières, comtes de Tessé, marquis de Lavardin, vicomtes de Beaumont et Fresnay, feront du château de Vernie leur résidence principale, jusqu'à la Révolution.

## Politique et administration
| Période                                  | Période   | Identité        | Étiquette | Qualité              |
| ---------------------------------------- | --------- | --------------- | --------- | -------------------- |
| (avant 2001)                             | mars 2001 | Marcel Nolière  |           |                      |
| mars 2001                                | mars 2005 | Chantal Beslin  | SE        | Exploitante agricole |
| mars 2005                                | mars 2014 | Auguste Lebouil | SE        | Retraité             |
| mars 2014                                | En cours  | Jean-Marc Ragot | SE        | Gérant d'entreprise  |
| Les données manquantes sont à compléter. |           |                 |           |                      |

Le conseil municipal est composé de onze membres.

## Démographie
L'évolution du nombre d'habitants est connue à travers les recensements de la population effectués dans la commune depuis 1793. Pour les communes de moins de 10 000 habitants, une enquête de recensement portant sur toute la population est réalisée tous les cinq ans, les populations de référence des années intermédiaires étant quant à elles estimées par interpolation ou extrapolation. Pour la commune, le premier recensement exhaustif entrant dans le cadre du nouveau dispositif a été réalisé en 2007.
En 2022, la commune comptait 339 habitants, en stagnation par rapport à 2016 (Sarthe : −0,25 %, France hors Mayotte : +2,11 %).
Vernie a compté jusqu'à 892 habitants en 1836.
| 1793 | 1800 | 1806 | 1821 | 1831 | 1836 | 1841 | 1846 | 1851 |
| ---- | ---- | ---- | ---- | ---- | ---- | ---- | ---- | ---- |
| 746  | 625  | 839  | 840  | 863  | 892  | 854  | 856  | 813  |

| 1856 | 1861 | 1866 | 1872 | 1876 | 1881 | 1886 | 1891 | 1896 |
| ---- | ---- | ---- | ---- | ---- | ---- | ---- | ---- | ---- |
| 741  | 760  | 735  | 709  | 718  | 613  | 604  | 574  | 614  |

| 1901 | 1906 | 1911 | 1921 | 1926 | 1931 | 1936 | 1946 | 1954 |
| ---- | ---- | ---- | ---- | ---- | ---- | ---- | ---- | ---- |
| 600  | 582  | 584  | 533  | 496  | 483  | 492  | 498  | 466  |

| 1962 | 1968 | 1975 | 1982 | 1990 | 1999 | 2006 | 2007 | 2012 |
| ---- | ---- | ---- | ---- | ---- | ---- | ---- | ---- | ---- |
| 435  | 427  | 379  | 299  | 279  | 285  | 329  | 335  | 352  |

| 2017 | 2022 | - | - | - | - | - | - | - |
| ---- | ---- | - | - | - | - | - | - | - |
| 333  | 339  | - | - | - | - | - | - | - |

## Activité et manifestations
- 2000 Pattes est l'association des parents d'élèves du Sivos de la Longuève dont le but est de récolter des fonds pour financer l'achat de matériel scolaire ou/et l'organisation de sorties péri-scolaires pour les trois écoles du Sivos. Les recettes sont intégralement reversées aux trois écoles. Chaque année elle organise diverses manifestations dans les trois communes. Le clou de l'année se termine par la kermesse organisée avec le concours des instituteurs et des parents d'élèves bénévoles marquant ainsi la fin de l'année scolaire.
- Graine d'Idée est une association du Sivos de la Longuève (Neuvillalais, Mézières-sous-Labardin et Vernie) ayant pour but de favoriser les échanges entre les habitants du Sivos par le biais de manifestations culturelles ou sportives. Elle organise, par exemple, la Brocante Verte de Neuvillalais en mars dont le thème est la Nature et le Jardinage et dont les bénéfices sont versés aux écoles des trois communes. Cette manifestation a attiré plus de 400 visiteurs en 2009. Un projet de marché de Noël est également à l'étude.

## Lieux et monuments
- Le château de Vernie, du XVIIe siècle, qui fait l'objet d'un classement au titre des Monuments historiques depuis le 14 février 1978[23]. Il fut occupé par Paul Scarron qui y aurait écrit Le Roman comique[24].
- L'église Saint-Médard. Elle abrite des fonts baptismaux classés à titre d'objet[25].
- Petit patrimoine réligieux : Oratoire, croix de chemin.

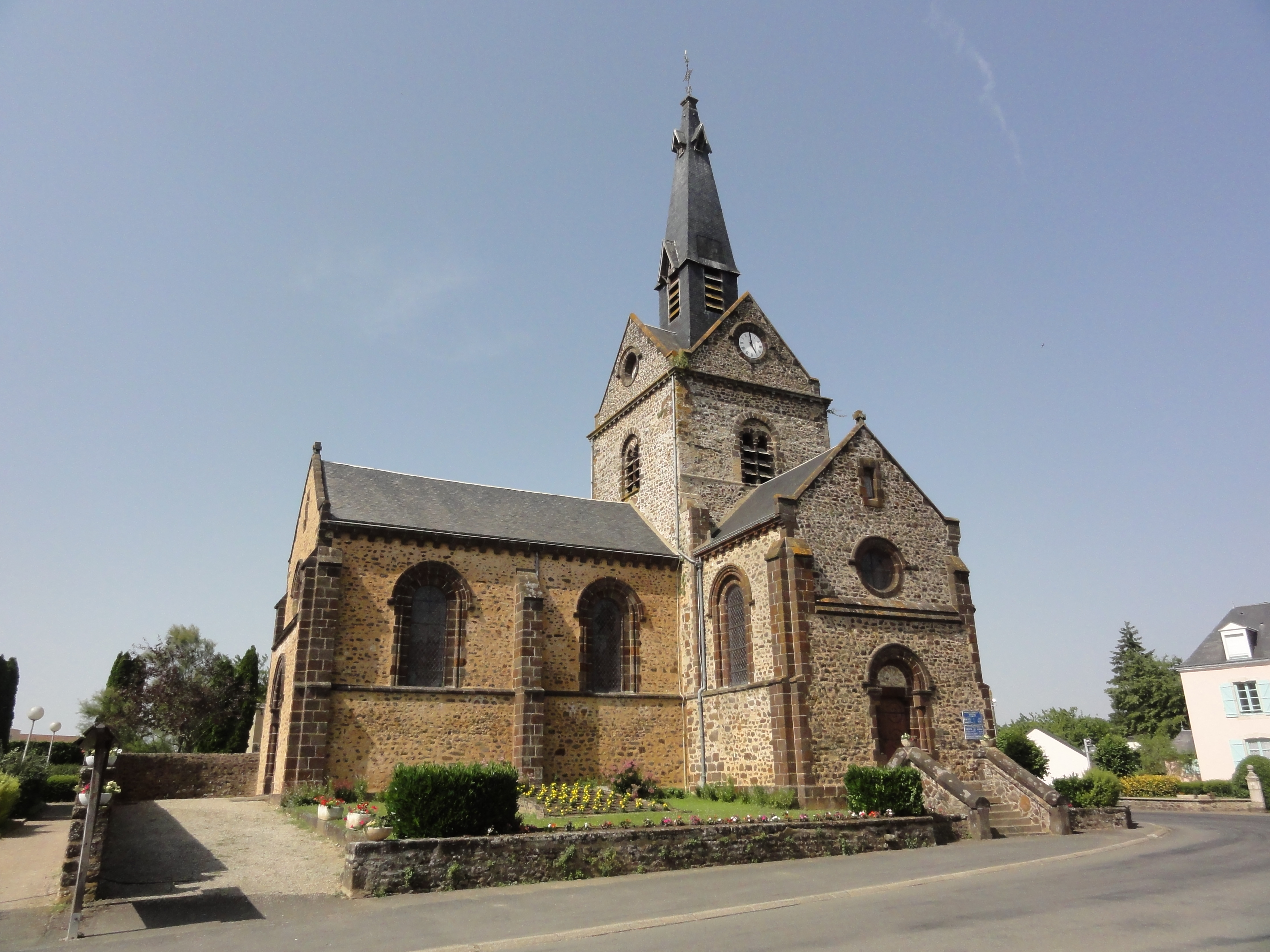
L'église Saint-Médard.
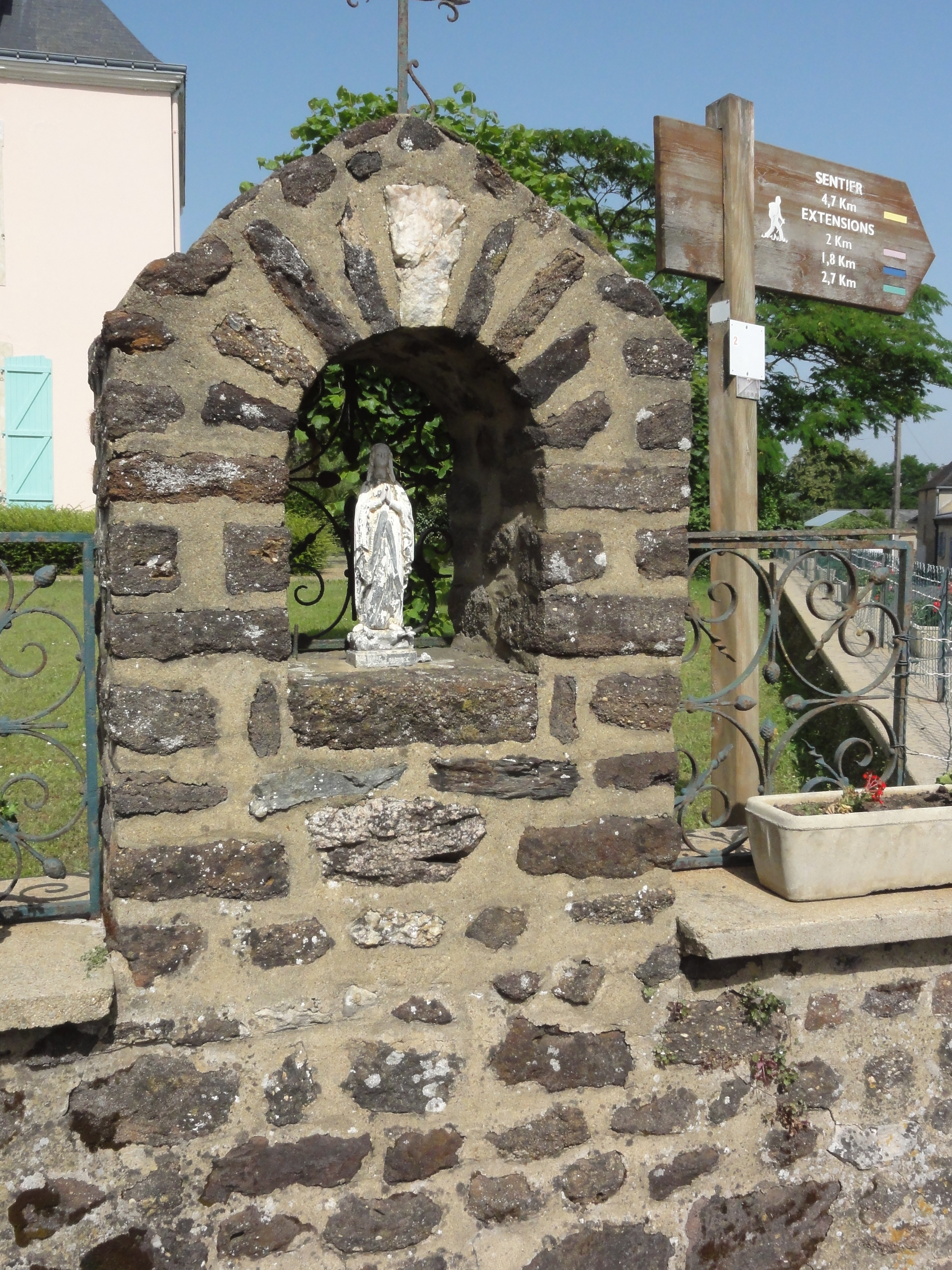
Oratoire
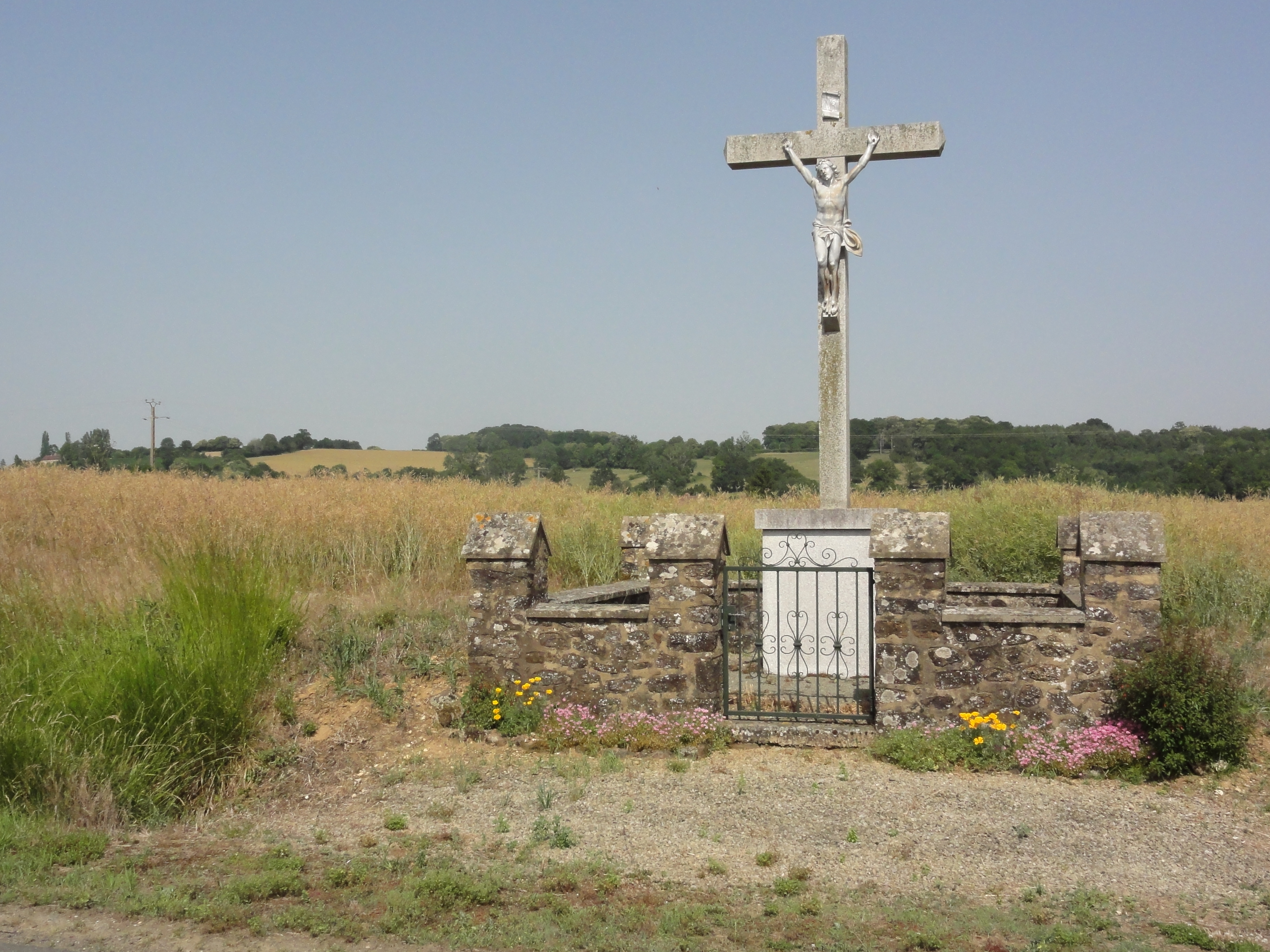
Croix de chemin, direction Ségrie
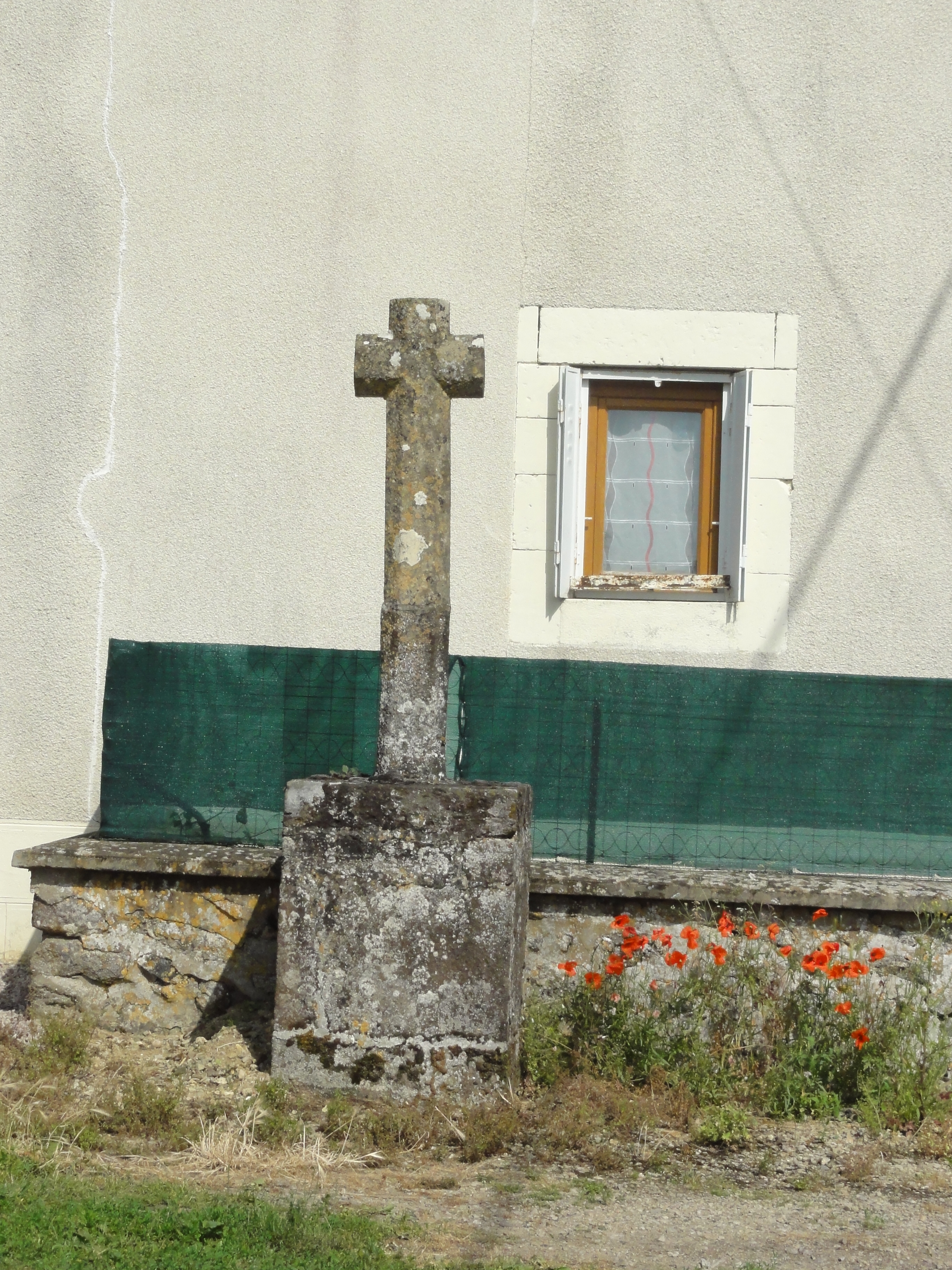
Croix de chemin, direction Le Tronchet.

## Personnalités liées
- Paul Scarron (1610-1660), écrivain, a résidé au château de Vernie.
- Le maréchal René de Froulay de Tessé (1648-1725) est enterré dans la chapelle Saint-Georges-et-Notre-Dame-de-Piété du château.